# Rodewalder Lichtenheide
Die Rodewalder Lichtenheide ist ein Naturschutzgebiet in der niedersächsischen Gemeinde Rodewald in der Samtgemeinde Steimbke im Landkreis Nienburg/Weser.
Das Naturschutzgebiet mit dem Kennzeichen NSG HA 086 ist 250 Hektar groß. Es liegt nordöstlich von Steimbke und westlich von Rodewald - Untere Bauerschaft. Im Südwesten grenzt es direkt an die Naturschutzgebiete „Steimbker Kuhlen“ und „Rodewalder Wiehbuschwiesen“.
In der Rodewalder Lichtenheide sind Hochmoorbereiche am Rande des Lichtenmoores und feuchte bis trockene Sandböden zu finden. Der nördliche Bereich des Naturschutzgebietes ist von einer Feuchtwiesenlandschaft mit vereinzelten Streuwiesen geprägt. Die Flächen, die überwiegend extensiv bewirtschaftet werden, bilden einen wichtigen Lebensraum für Wiesenvögel, die Streuwiesen ferner für schutzbedürftige Pflanzenarten. Im südlichen Bereich prägen unkultiviert gebliebene Hochmoorflächen und Heidebestände das Bild. Diese Flächen werden nicht bewirtschaftet. Der allmählichen Verbuschung wird durch Entkusselungsmaßnahmen entgegengewirkt.
Die Entwässerung des Gebietes erfolgt in erster Linie über die Moorbeeke, einem Nebengewässer der Alpe, zur Aller.
Das Gebiet steht seit dem 27. Juni 1985 unter Naturschutz. Zuständige untere Naturschutzbehörde ist der Landkreis Nienburg/Weser.